# Qatar Sports Club
Maillots
Le Qatar Sports Club (en arabe : نادي قطر الرياضي), plus couramment abrégé en Qatar SC, est un club qatari de football fondé en 1959 et basé à Doha, la capitale du pays.

## Historique
- 1959 : fondation du club sous le nom de Al-Nasour
- Le club est renommé par la suite Al-Sharar puis Qatar SC
- 1972 : fusion avec Al-Oruba en Al-Esteqlal
- 1981 : le club est renommé Qatar SC

## Palmarès
| Compétitions nationales | Compétitions internationales                            |
| - Championnat du Qatar de football (8) - Champion : 1967, 1968, 1969, 1970, 1971, 1973, 1977, 2003 - Vice-champion : 2001, 2004, 2006 - Coupe du Qatar de football (3) - Vainqueur : 1974, 1976, 2001 - Finaliste : 1981, 1989, 2004, 2024 - Coupe Crown Prince de Qatar (3) - Vainqueur : 2002, 2004, 2009 - Finaliste : 2006 - Coupe Sheikh Jassem du Qatar (4) - Vainqueur : 1983, 1984, 1987, 1995 - Finaliste : 2002, 2004 | - Coupe du golfe des clubs champions - Finaliste : 2010 |

## Évolution du blason

Jusqu'en 2021.
2021-2025
Depuis 2025.

## Joueurs et personnalités du club

### Entraîneurs
Le tableau suivant présente la liste des entraîneurs du club depuis 1962.
| Rang | Nom                         | Période         |
| ---- | --------------------------- | --------------- |
| 1    | Hamad Neel Mohammed Ali     | ≈ 1962          |
| 2    | ?                           | 1962-1972       |
| 3    | Saad Mohammed Saleh         | ≈ 1972          |
| 4    | Helmi Hussein               | 1973-1974       |
| 1    | Wagdi Jamal                 | 1974            |
| 2    | Hassan Othman Helmi Hussein | 1974-1975       |
| 3    | Mohammed Kheiri             | 1975-1976       |
| 4    | Jozef Jankech Jozef Vengloš | 1976-1977       |
| 1    | ?                           | 1977-1980       |
| 2    | Jorvan Vieira               | 1980            |
| 3    | Park Byung-suk              | 1980-1981       |
| 4    | ?                           | 1981-1988       |
| 1    | Paulo Massa                 | 1988            |
| 2    | Uli Maslo                   | juil. 1988-1990 |

| Rang | Nom                              | Période              |
| ---- | -------------------------------- | -------------------- |
| 3    | Sérgio Cosme                     | 1990                 |
| 4    | Džemaludin Mušović               | 1990-1991            |
| 1    | Uli Maslo                        | 1991-avr. 1992       |
| 2    | Ammo Baba                        | 1992-1993            |
| 3    | Jozef Jankech                    | 1993-1994            |
| 4    | Hazem Jassam                     | 1994                 |
| 1    | Roland Andersson                 | juil. 1995-juin 1997 |
| 2    | Ján Pivarník                     | 1997                 |
| 3    | Reinhard Fabisch                 | 1998-2000            |
| 4    | Eid Mubarak                      | 2000                 |
| 1    | Verner Lička                     | juil. 2000-juin 2001 |
| 2    | Zoran Đorđević                   | 2001-2002            |
| 3    | Džemaludin Mušović               | 2002-2004            |
| 4    | Adel Abu Karbal Salman Abdulaziz | 2004                 |
| 1    | Carlos Alhinho                   | 2004-juin 2005       |

| Rang | Nom                | Période              |
| ---- | ------------------ | -------------------- |
| 2    | Dimitri Davidović  | juil. 2005-juin 2006 |
| 3    | Džemal Hadžiabdić  | 2006                 |
| 4    | Yannick Stopyra    | nov. 2006-janv. 2007 |
| 1    | Srećko Juričić     | 2007                 |
| 2    | Dimitri Davidović  | 2007                 |
| 3    | Džemaludin Mušović | 2007-2008            |
| 4    | Hameed Bremel      | 2008                 |
| 1    | Sebastião Lazaroni | juil. 2008-août 2011 |
| 2    | Saïd Chiba         | août 2011-juil. 2012 |
| 3    | Sebastião Lazaroni | juil. 2012-juin 2014 |
| 4    | Ivan Hašek         | juin 2014-sept. 2014 |
| 1    | Radhi Shenaishil   | sept. 2014-oct. 2015 |
| 2    | Sebastião Lazaroni | oct. 2015-mai. 2016  |
| 3    | Aurel Țicleanu     | juin. 2016-          |

### Joueurs emblématiques
- Ahmad al-Doukhi
- Ali Karimi
- Rabah Madjer
- Nacer Bouiche
- Ali Benarbia
- Marouane Zemmama
- Mouhcine Iajour
- Rafik Halliche
- Elamin Erbate
- Youssef Safri
- Saïd Chiba
- Talal El Karkouri
- Bill Tchato
- Éric Djemba-Djemba
- Pius N'Diefi
- Jay-Jay Okocha
- Mamadou Diallo
- Fabrice Akwa
- Christophe Sauvage
- Christophe Dugarry
- Marcel Desailly
- Claudio Caniggia
- Douglão
- Francisco Lima
- Roger
- Samuel  Eto'o
- Youcef Belaïli
- Javier Pastore